# Liga (mjera)
Liga je jedinica za mjerenje udaljenosti koja se nekada naširoko upotrebljavala, a danas je u potpunosti izbačena iz upotrebe. Dugo je vremena bila uobičajena jedinica u mnogo zemalja Europe i Amerike, a predstavljala je udaljenost koju čovjek prijeđe za jedan sat hoda, i iznosila je različito u raznim sustavima mjerenja.
Prva uporaba lige je bila u starom Rimu, gdje je rimska liga bila određena kao 1,5 rimska milja ili 7500 rimskih stopa.
Kasnije se liga razvija i razlikuje ovisno o području. Tako je poznata:
francuska liga - od 10 000, 12 000, 13200 i 14 400 francuskih stopa - od oko 3.25 km do oko 4.68 km
španjolska liga - koja je imala 5000 vara - otprilike 4,2 km
engleska liga - ima 3 milje - iznosi ~4828 m